# Novecento (Decibel)
Novecento è un album in studio del gruppo punk rock italiano Decibel, pubblicato nel 1982.

## Tracce
Lato A
1. Novecento – 4:03
2. Tutti contro tutti – 3:22
3. Valzer bianco radioattivo – 2:30
4. Stregoneria – 3:40

Lato B
1. Calde sere di Milano – 3:36
2. Islamabad – 3:45
3. Uomini in coda – 4:38
4. Novecento (Strumentale) – 3:25

## Formazione
- Silvio Capeccia – voce, tastiera
- Fulvio Muzio – tastiera, chitarra elettrica
- Mino Riboni – basso
- Ellade Bandini – batteria
- Mauro Paoluzzi – chitarra elettrica, percussioni